# Xantholinus roubali
Xantholinus roubali är en skalbaggsart som beskrevs av Henri Coiffait 1956. Xantholinus roubali ingår i släktet Xantholinus, och familjen kortvingar. Arten är reproducerande i Sverige.